# けむたい人
『けむたい人』（けむたいひと）は、東京プリンの1枚目のアルバム。

## 収録曲
全作詞:伊藤洋介、全作曲:牧野隆志、編曲:菊池圭介 (#1,4-7,9,12,13)、小牟田聡 (#2,3,10,11)、鹿野航史 (#8)
1. 東京プリンのテーマ (2:29)
2. 携帯哀歌 (4:57)
3. RISKY WOMEN (5:55)
4. 関西人 1 (1:08)
5. 明日から ～綺麗な私を夢みて～ (4:32)
6. 独り身 圭子 (5:41)
7. 抜ける (5:09)
8. 30分の恋 (4:53)
9. 関西人 2 (1:53)
10. 合コン哀歌 (4:45)
11. どっちもどっち (4:35)
12. 自然消滅 (4:34)
13. 携帯哀歌 (洋楽バージョン) (4:22)
14. 電車 (5:30)